# Necropoli di Is Calitas
La necropoli di Is Calitas è un sito archeologico che si trova in territorio del comune di Soleminis, nella città metropolitana di Cagliari.

## Descrizione
La tomba, situata su un piccolo rilievo, è del tipo a fossa, con pozzetto di accesso,scavata in parte nel terreno e in parte nella roccia, e fu probabilmente ricoperta con lastre di pietra.
I corredi rinvenuti, tra cui figurano ceramiche, oggetti in bronzo e collane, sono attribuibili alla facies di Corona Moltana della cultura di Bonnanaro (prima metà del II millennio a.C.) e mostrano in parte una derivazione dalla precedente cultura del vaso campaniforme, in particolare nella sua variante centro-europea.
Il sito è stato scavato nel 1995 da Maria Rosaria Manunza.

## Antropologia fisica
Trattandosi di una sepoltura collettiva, sono stati recuperati 79 scheletri che hanno permesso di stabilire che la popolazione inumata era discretamente alta (altezza media uomini 169 cm, donne 154 cm), robusta e non soffriva di particolari patologie. Dei 21 crani studiati, 14 sono dolicocefali e 7 brachicefali.